# Merry-Joseph Blondel
Pour les articles homonymes, voir Blondel.
Merry-Joseph Blondel, né le 25 juillet 1781 à Paris et mort le 12 juin 1853 dans la même ville, est un peintre néoclassique français.

## Biographie

Portrait de Madame Blondel, 1849, musée des Beaux-Arts d'Agen.

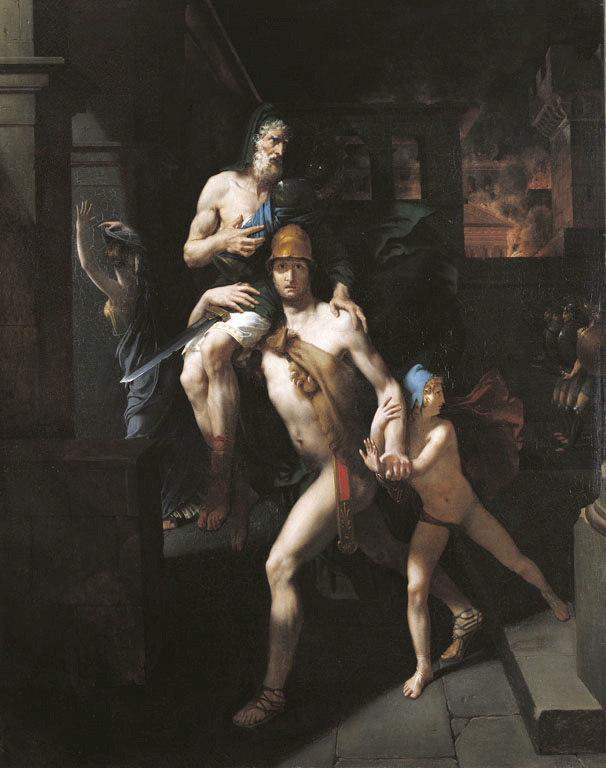
Énée portant son père Anchise, 1803, huile sur toile, Paris, École nationale supérieure des beaux-arts.

Merry-Joseph Blondel naît le 25 juillet 1781 à Paris. Plus jeune fils du peintre et décorateur, membre de l'Académie de Saint-Luc, Joseph-Armand Blondel et de Marie-Geneviève Marchand, il entre chez un notaire en 1795. Après un premier apprentissage, deux plus tard, à la manufacture de porcelaine Dihl et Guérhard, où il est élève d'Étienne Charles Leguay, il étudie la peinture auprès de Jean-Baptiste Regnault. En l'espace d'un an, il remporte le prix du meilleur torse, celui de la figure la plus expressive et plusieurs autres qui lui valent le surnom de « Monsieur Cinq-Prix » parmi ses condisciples. Son Énée portant son père Anchise lui vaut le prix de Rome en peinture de 1803 mais personne n'étant envoyé à Rome cette année-là, il devra attendre 1809 avant de pouvoir partir, avec le soutien de Regnault.
De 1809 à 1812, il passe trois ans à la villa Médicis à Rome au lieu des quatre en usage. En 1809, Ingres, alors à la villa Médicis pour sa 3e année, y exécute son portrait. De retour à Paris, il envoie plusieurs tableaux au Salon du Louvre. Il obtient une médaille d'encouragement en 1816, remporte une médaille d'or pour sa Mort de Louis XII au Salon de 1817 et la Légion d'honneur en 1824.
Il entame alors une carrière de décorateur et obtient de nombreuses commandes d'État. En 1827 et 1828, il est chargé de grands travaux à exécuter au palais du Louvre, notamment celui de la galerie d'Apollon et dans le grand escalier, dans la salle Henri II, et dans les anciennes salles du Conseil d'État au premier étage de l'aile Lemercier (actuellement département des objets d'art). Le plafond de la grande salle représente la France recevant la charte constitutionnelle. Également au Louvre, Blondel peint une autre composition, La France victorieuse à Bouvines, pour la salle de la donation Thiers et, dans la salle de Henri II, La Dispute de Minerve et de Neptune. Un troisième plafond, dans la salle de la donation Camondo, représente La France reçoit de Louis XVIII la charte constitutionnelle, au milieu des rois législateurs et des jurisconsultes français. En 1938, les trois compartiments du plafond que Blondel avait peint pour la salle Henri II du palais du Louvre sont déposés et remplacés en 1953 par une composition de Georges Braque.
Dans la salle du palais Brongniart, il peint plusieurs camaïeux. Dans la galerie de Diane au château de Fontainebleau, il peint 21 tableaux relatifs à la déesse de la chasse et, dans le salon voisin, plusieurs compartiments où se trouvent des scènes sur le thème de cette déesse. Il œuvre également à Notre-Dame-de-Lorette et Saint-Thomas-d'Aquin. C'est à partir de ses dessins que Joseph Dufour réalise la série Psyché de papier peint panoramique en 1815,,.
Proche de Charles Percier, architecte et décorateur, un des principaux représentants et inventeurs du style Empire, il en fait un premier portrait en 1839, repris ensuite dans une version agrandie commandée en 1840 par le roi Louis-Philippe, pour le musée historique de Versailles, nous laissant une de ses rares représentations connues avec celle par Robert Lefèvre. Il peint Napoléon visitant le Palais-Royal, conservé dans la salle des pas perdus au Palais-Royal, alors siège du Tribunat. En 1840, il réalise la série de tableaux Richard Cœur de Lion, Raymond IV de Toulouse, Jean de Joinville, etc. dans la salle dite des Croisades au musée de l'Histoire de France du château de Versailles.
En 1825, Blondel, qui avait été nommé au poste de professeur à l'École des beaux-arts de Paris l'année précédente, se voit préférer Ingres lorsqu'il tente d'intégrer l'Académie des beaux-arts. Il devra attendre 1832 avant d'être reçu. Après avoir été exposés à Paris, plusieurs des tableaux de Blondel sont envoyés dans les musées ou dans les églises de Dijon, Toulouse, Bordeaux et Rodez. L'un de ses derniers ouvrages, un tableau de chevalet représentant Michel-Ange aveugle cherchant à reconnaître la beauté des formes du torse antique au toucher, sujet traité précédemment en sculpture par Pierre-Charles Bridan, est exposé au Salon de 1831. En mars 1839, remarié à la fille du portraitiste Pierre-Maximilien Delafontaine, Blondel prend le chemin de Rome où, Ingres, alors directeur de l'École, l'accueille, avec sa jeune femme, pendant les quatre mois que dure son séjour. En mai, il entreprend un voyage dans les Marches et l'Ombrie, dont il ramène une série de croquis, aujourd'hui conservés au musée Ingres de Montauban. En 1841, lorsque s'achève la mission d'Ingres à la villa Médicis, Blondel sollicite son poste, mais se voit préférer Jean-Victor Schnetz.
'Merry-Joseph Blondel meurt le 12 juin 1853 dans sa ville natale.
Artiste fécond, Blondel n'a jamais réussi à briser le moule de son époque, mais il a œuvré au sein de son école avec habileté et assurance. Il fut, comme bien d'autres de ses contemporains, touché par l'esprit du romantisme, l'expression du déchaînement des passions et des éléments naturels. Il demeure l'un des meilleurs représentants de la peinture d'histoire de la première moitié du XIXe siècle.

Paris, palais du Louvre, salles du Conseil d'État
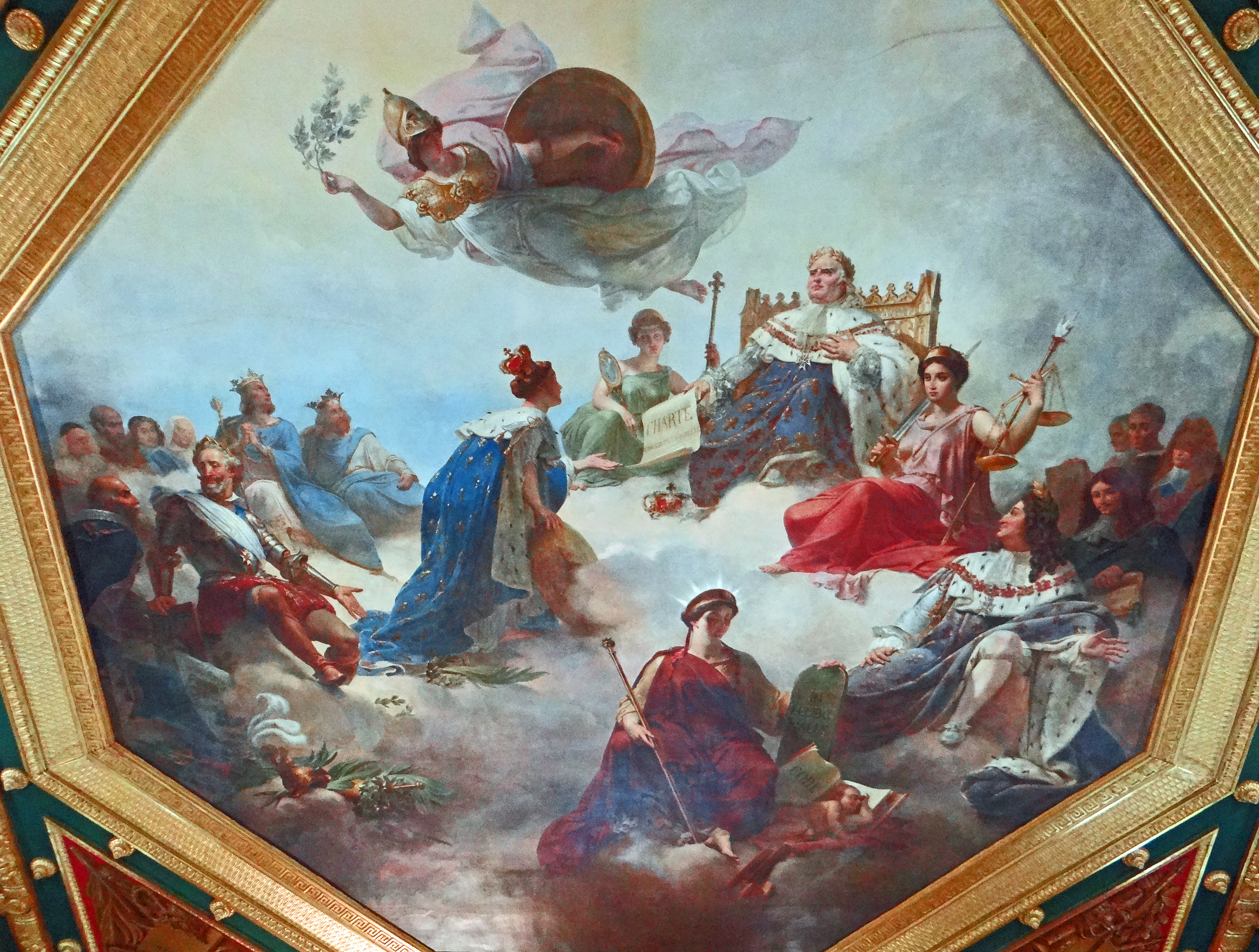
La France au milieu des rois législateurs et des jurisconsultes français reçoit de Louis XVIII la Charte constitutionnelle, 1827, salle des Séances.
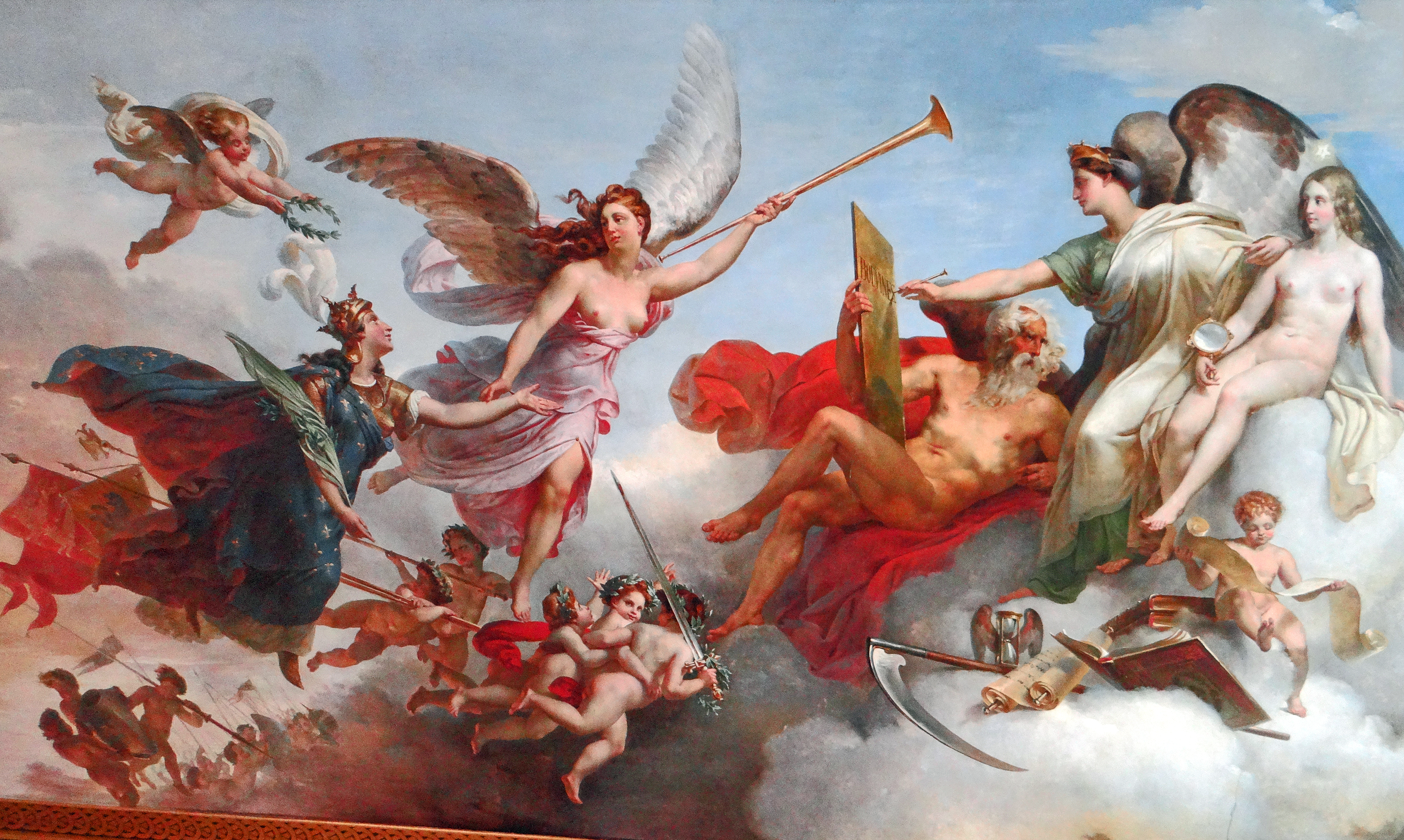
La France victorieuse à Bouvines, 1828, antichambre.

## Collections publiques
États-Unis
- Durham, Nasher Museum of Art : La Madeleine pénitente, 1811.
- Louisville, Speed Art Museum : Portrait de Nicole Adélaïde Deschamps, Madame Houbigant, vers 1807.

France
- Agen, musée des Beaux-Arts : 
  - Portrait de Madame Blondel, 1849, huile sur toile ;
  - Autoportrait en peintre, vers 1850, huile sur toile.
- Amiens, musée de Picardie : Portrait de Solon, législateur et poète d'Athènes 1828, huile sur toile, 48 × 50 cm.
- Dijon :
  - musée des Beaux-Arts : Hécube et Polyxène, 1814, huile sur toile, 316 × 416 cm.
  - musée Magnin :
    - La Justice protégeant le Commerce ;
    - Napoléon à Sainte-Hélène entre les génies de son destin ;
    - Scène antique, attribution.
- Fontainebleau, château de Fontainebleau : salon et galerie de Diane.
- Gray, musée Baron-Martin :
  - La Mort d'Hyacinthe, 1810, huile sur toile, 230 × 151 cm ;
  - La Mort de Sapho, huile sur toile, 24 × 19 cm, dépôt du musée du Louvre ;
  - La Vérité tenant un miroir, huile sur toile, 62 × 46 cm, dépôt du musée du Louvre ;
  - La Vérité présentant la charte de 1830, huile sur bois, 32 × 23 cm, dépôt du musée du Louvre ;
  - Moïse exposé sur les eaux(d'après Poussin), huile sur toile, 26 × 38 cm ;
  - La Charité, mine de plomb, 14 × 10 cm ;
  - Naples et le Vésuve, 1881, mine de plomb, 20 × 51 cm ;
  - Sapho évanouie, pierre noire, 24 × 41 cm ;
  - La Cène, huile sur toile, 30 × 56 cm ;
  - L'Espérance, 1836, huile sur toile, 82 × 66 cm, dépôt du musée du Louvre ;
  - Portrait d'Eudoxie Blondel, 1838, huile sur toile, 129 × 88 cm.
- Paris :
  - palais Brongniart : plafond.
  - musée du Louvre : 
    - La France au milieu des rois législateurs et des jurisconsultes français reçoit de Louis XVIII la Charte constitutionnelle, 1827 ;
    - La France victorieuse à Bouvines, 1828.

  - Palais-Royal : Napoléon visitant le Palais-Royal.
- Versailles, musée de l'Histoire de France, salle des Croisades :
  - Richard Cœur de Lion, 1840 ;
  - Raymond IV de Toulouse, 1840 ;
  - Jean de Joinville, 1840.

Suède
- Stockholm, Nationalmuseum :
  - Autoportrait, 1817[1] ;
  - Enée sauvant son père Anchise de la ville en feu de Troie, 1803[14].

Œuvres de Merry-Joseph Blondel
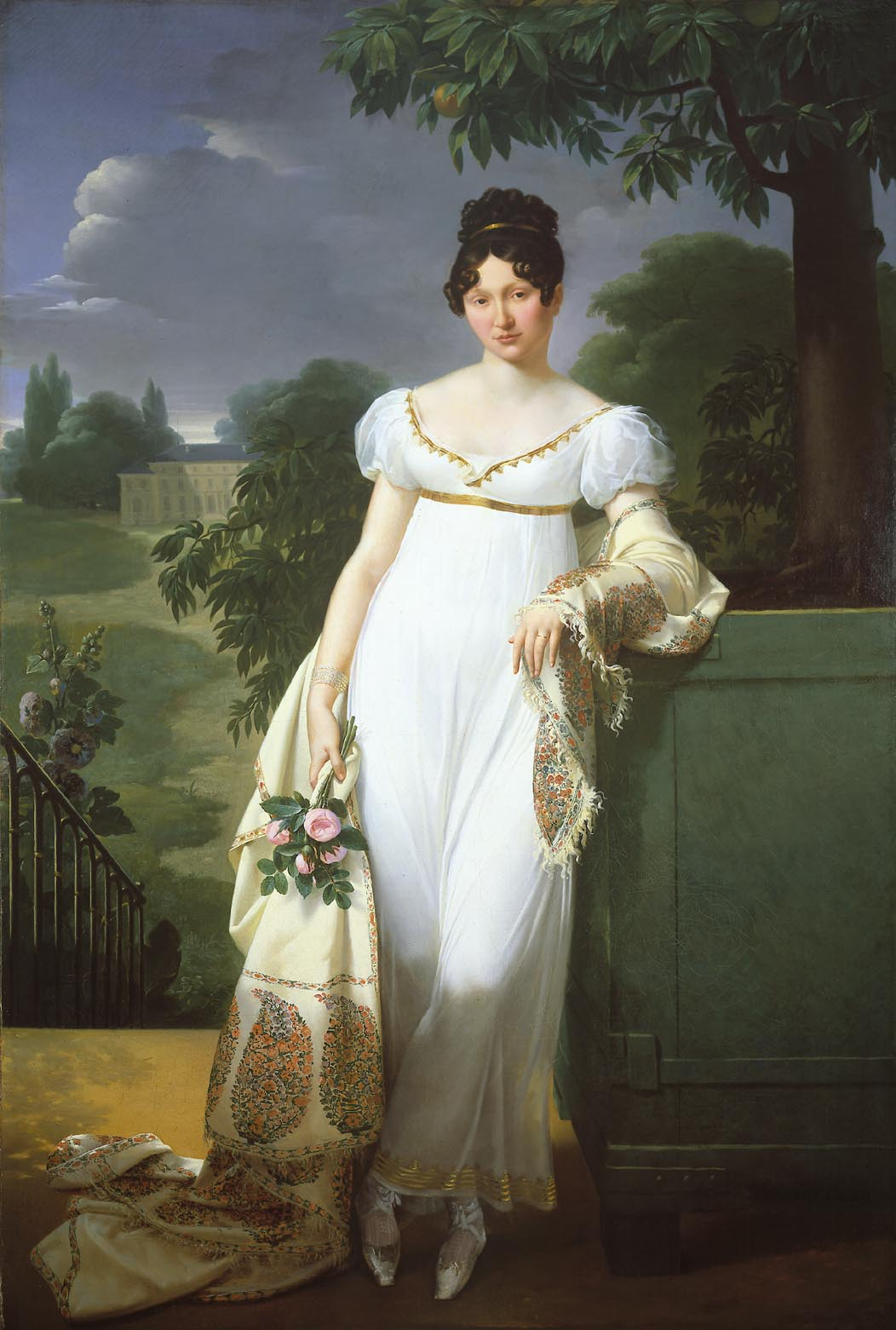
Félicité-Louise-Julie-Constance de Durfort, maréchale de Beurnonville (1782-1808), 1808, localisation inconnue.
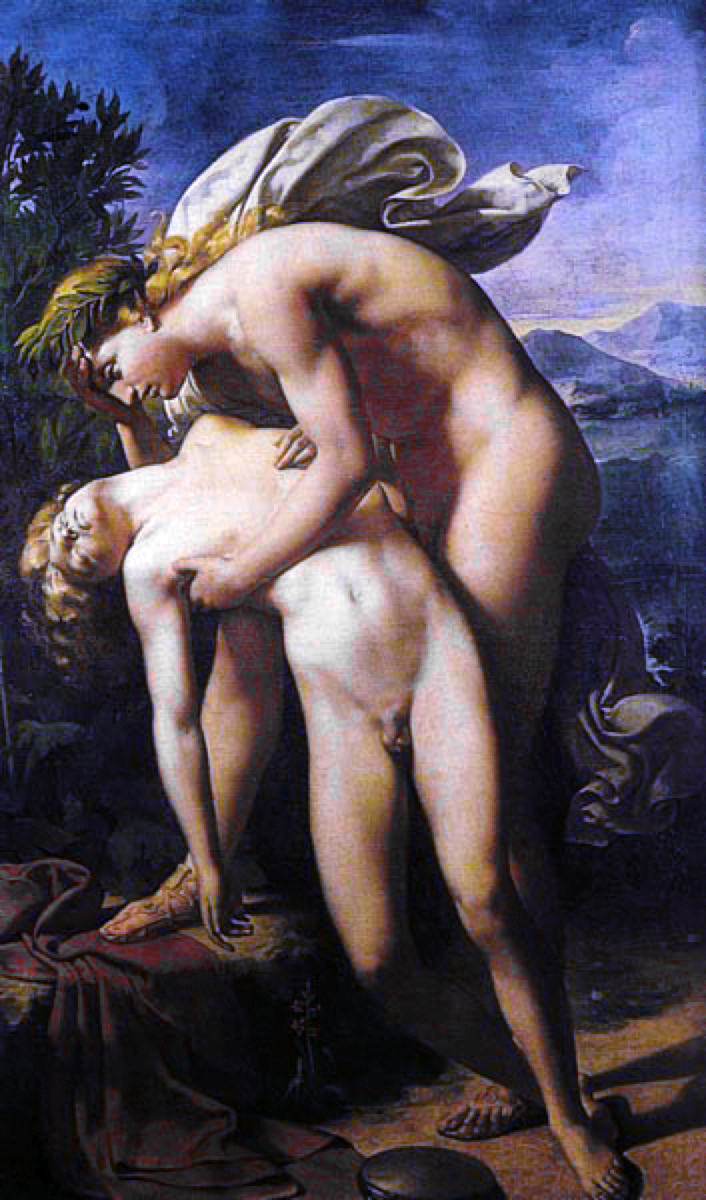
La Mort d'Hyacinthe, 1810, Gray, musée Baron-Martin.
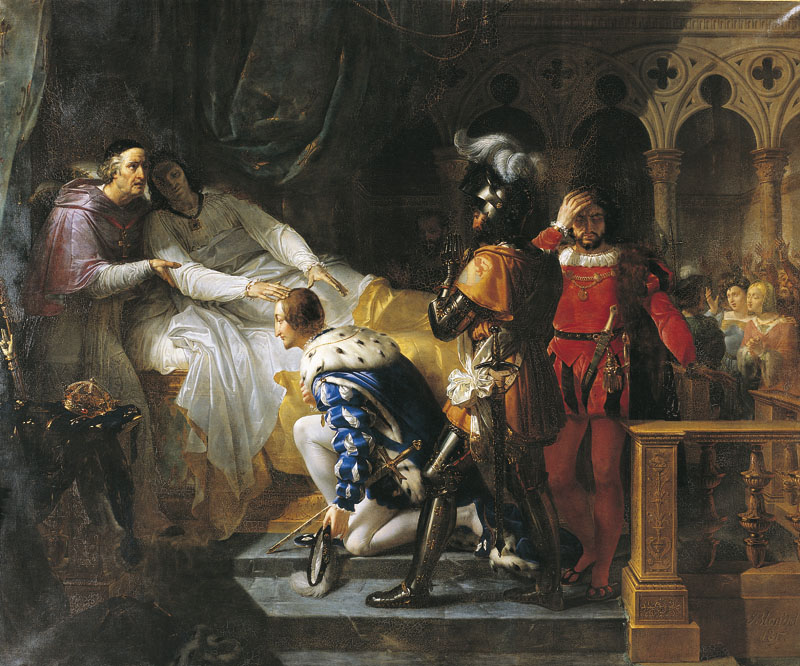
La Mort de Louis XII surnommé le Père du peuple, 1812, Toulouse, musée des Augustins.
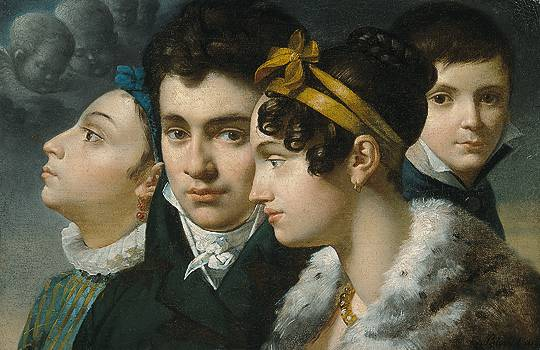
Portrait de famille, 1813, Kunsthalle de Brême.
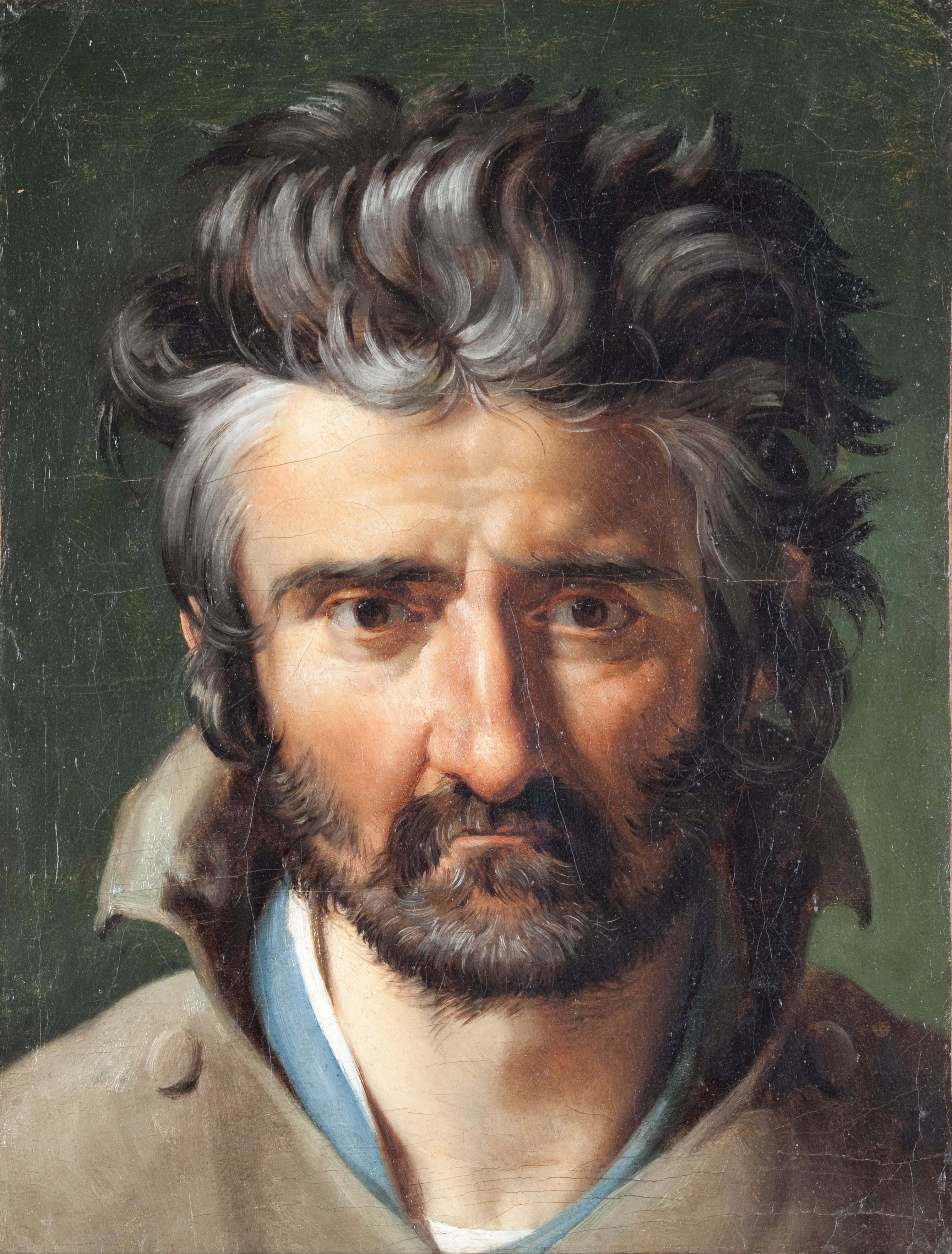
Portrait d'homme (1818), New Brunswick (New Jersey), Zimmerli Art Museum.
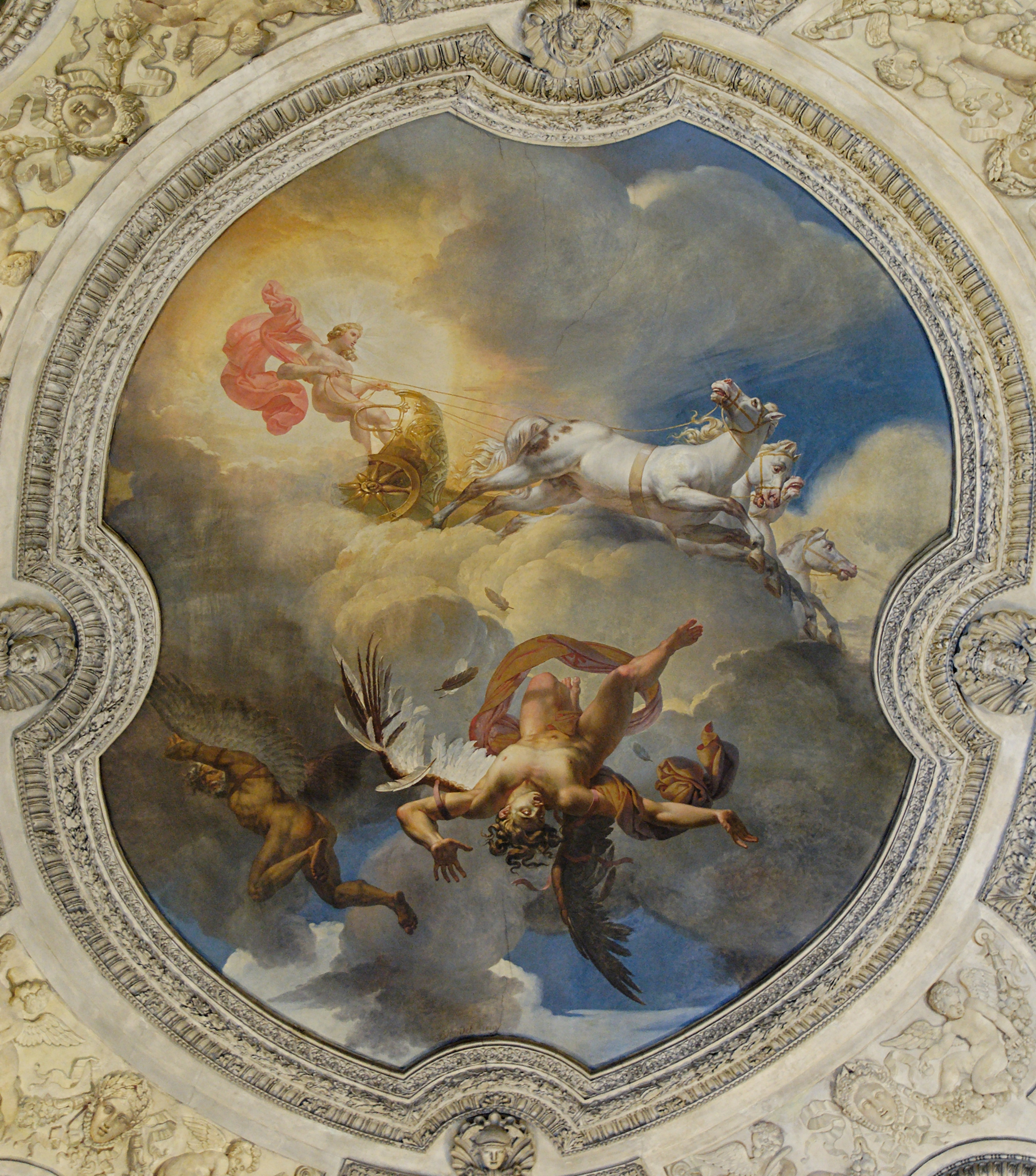
La Chute d'Icare, 1819, Paris, musée du Louvre.
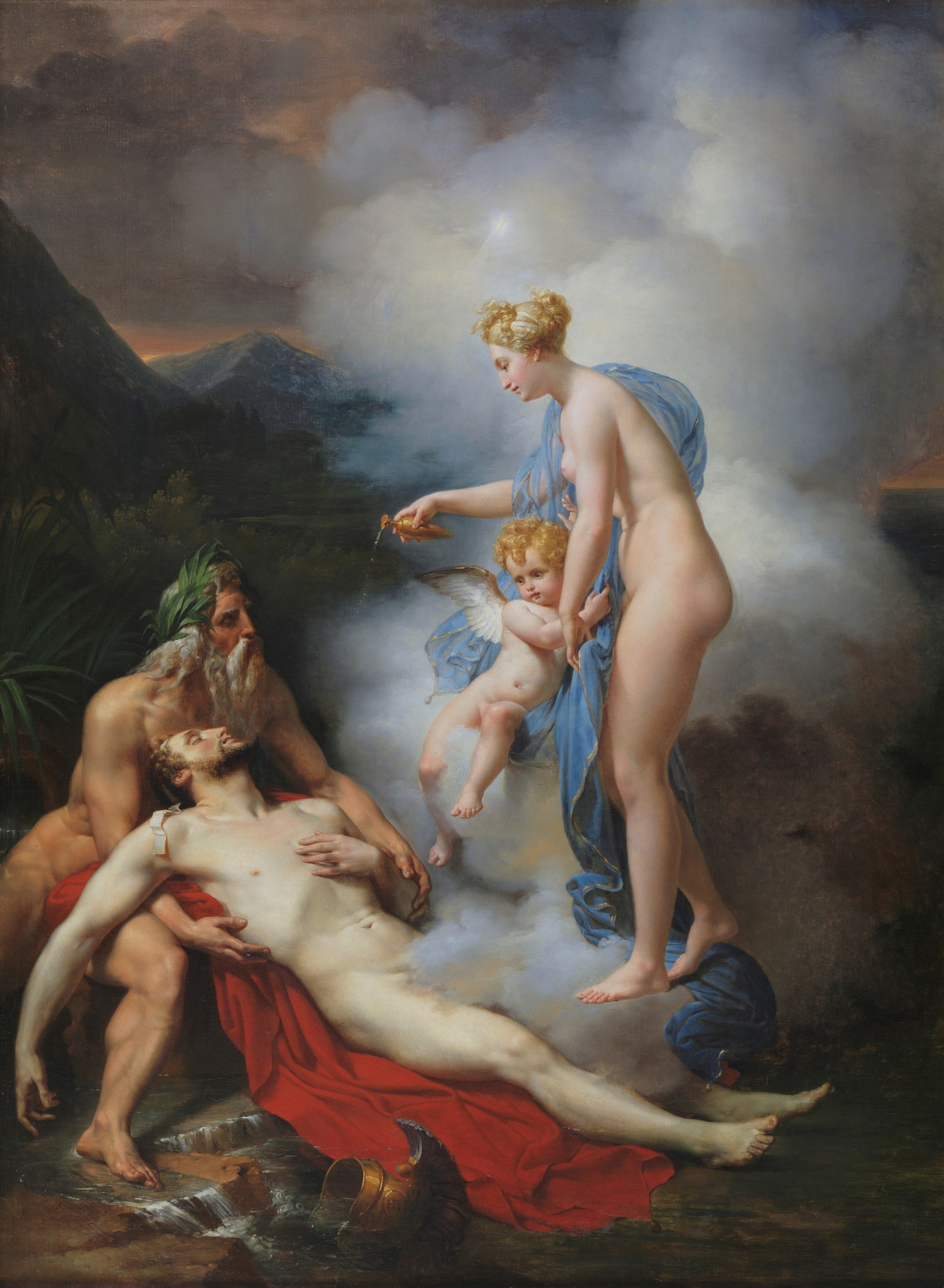
Vénus guérissant Énée, vers 1820, Madrid, musée du Prado.
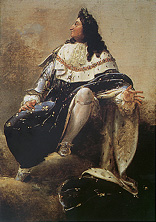
Louis XIV, 1827, localisation inconnue.
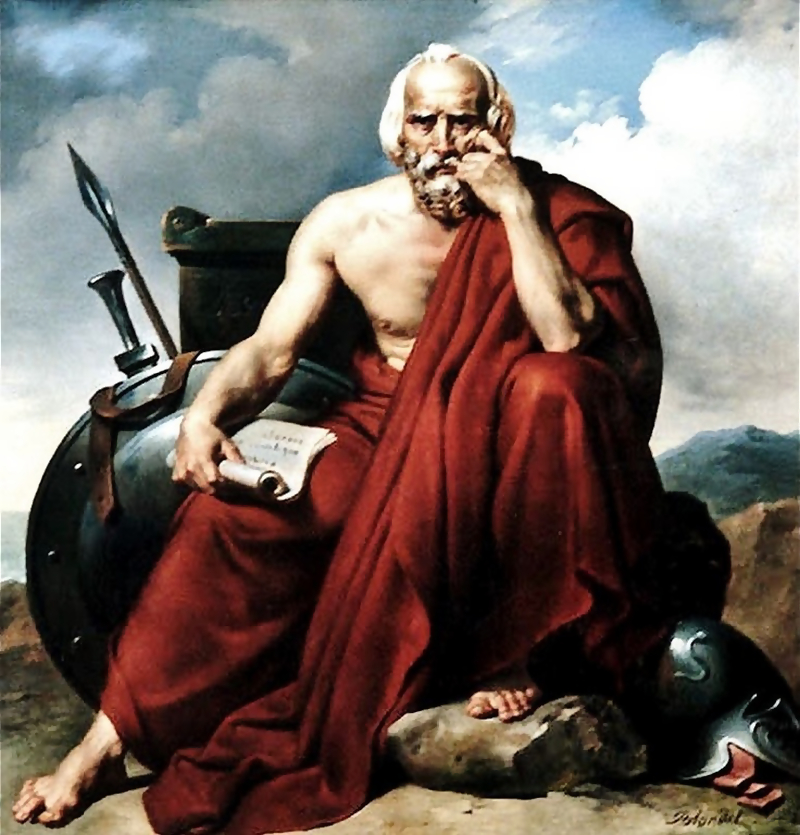
Lycurgue de Sparte, 1828, Amiens, musée de Picardie.
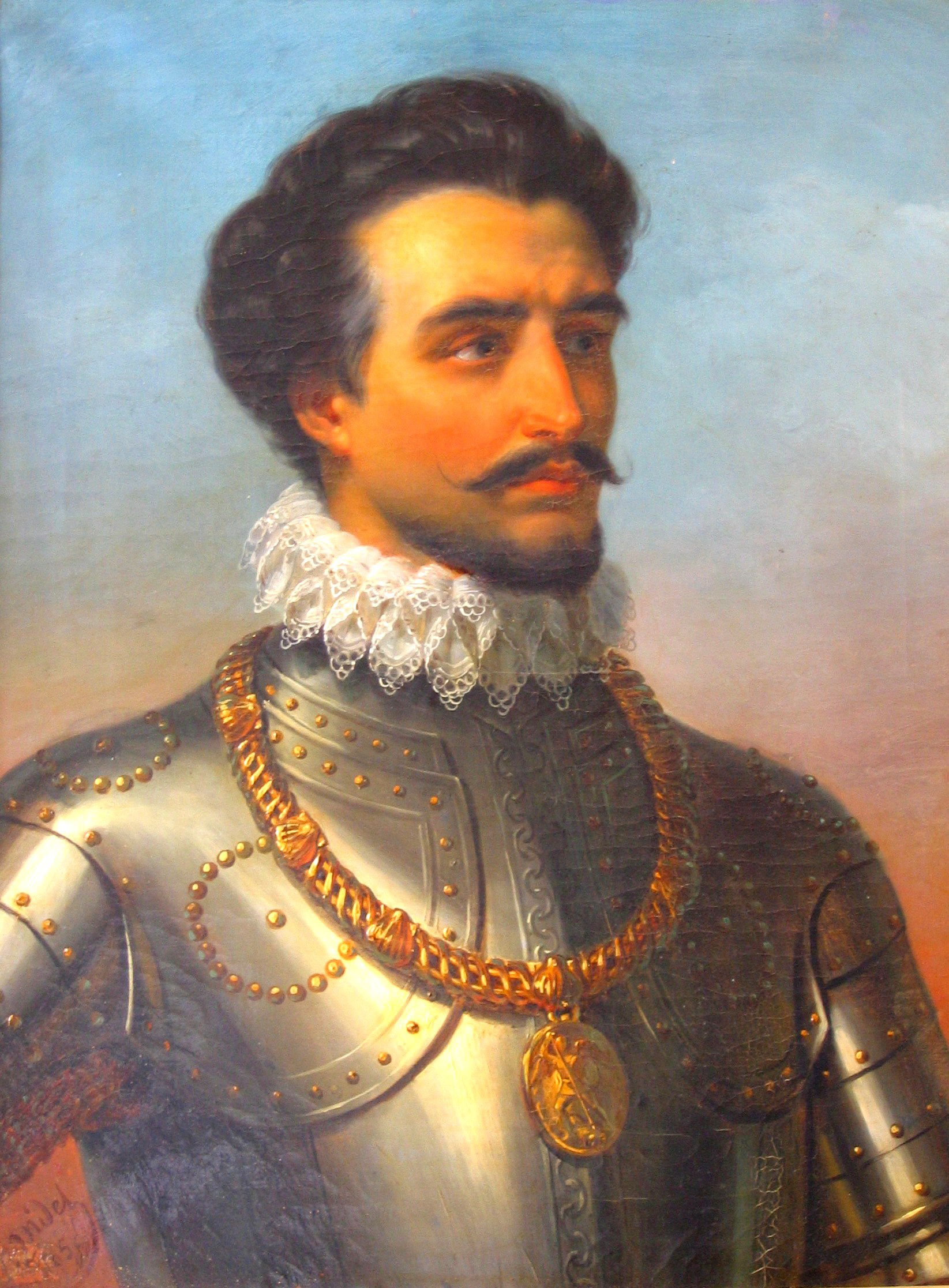
Imbert de La Platière de Bourdillon (1516-1567), maréchal de France, 1835, Versailles, musée de l'Histoire de France[15].
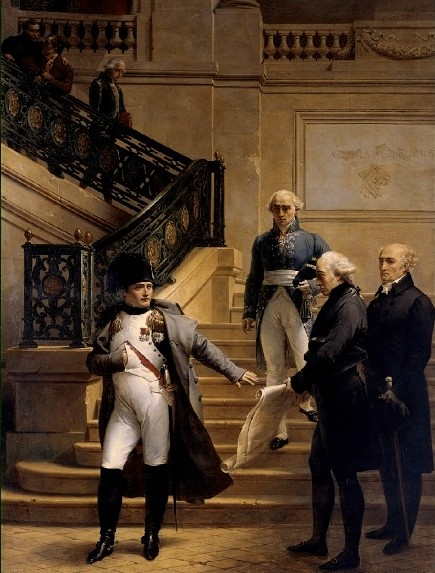
Napoléon visitant le Palais Royal pour l'ouverture du Tribunat en 1807, vers 1840, Paris, Palais-Royal.
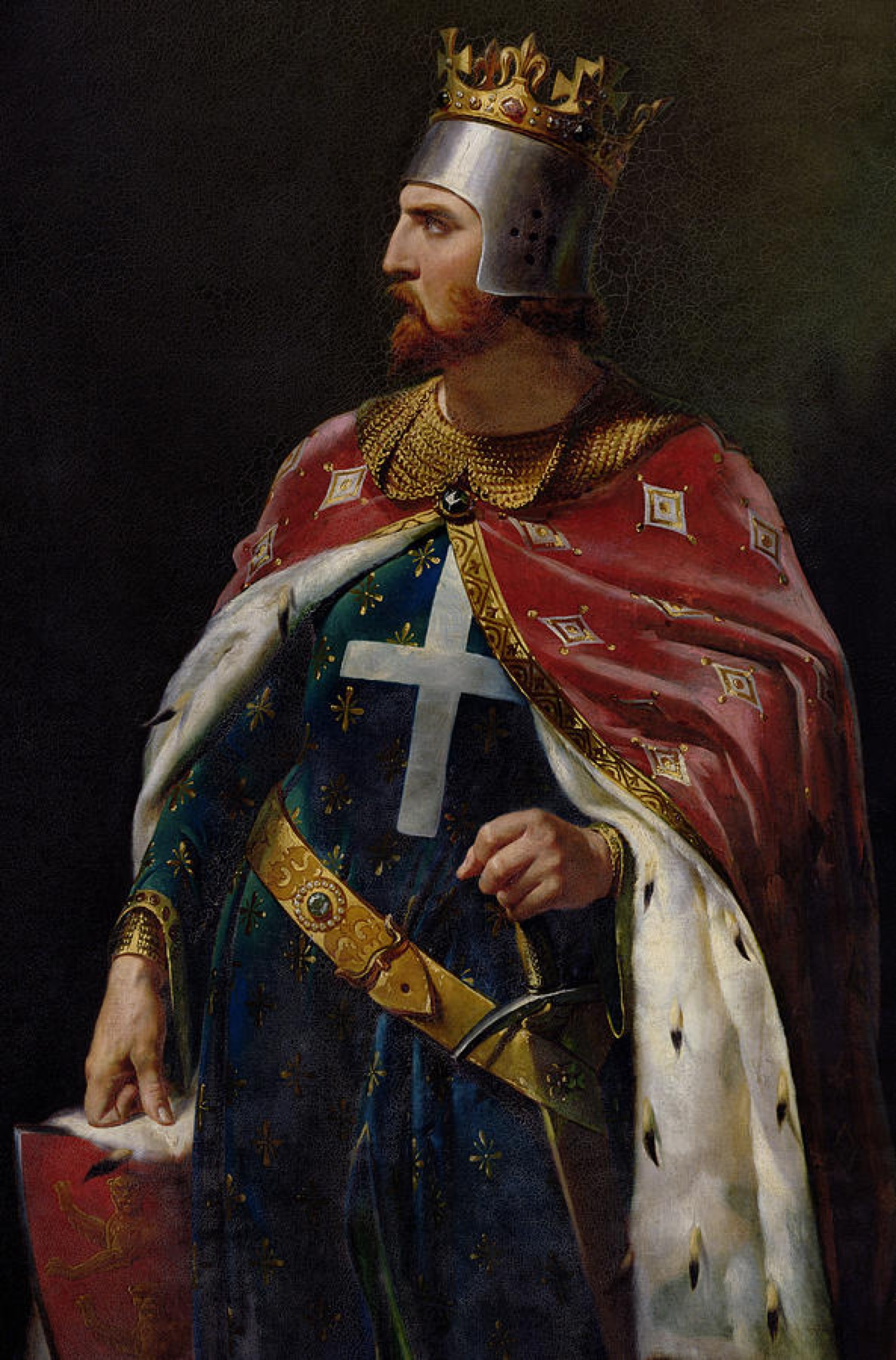
Richard Cœur de Lion, 1841, Versailles, musée de l'Histoire de France.
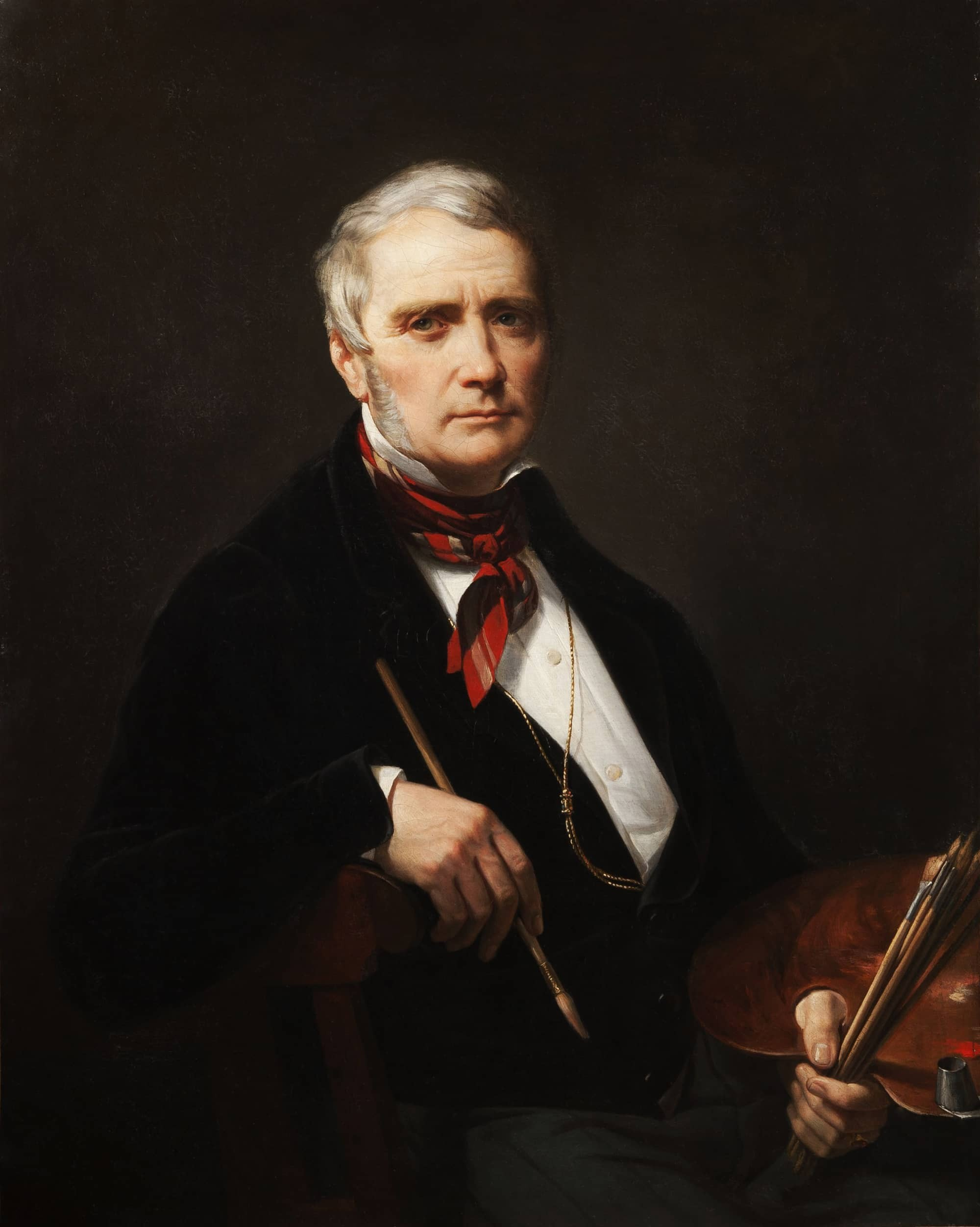
Autoportrait en peintre, vers 1850, Agen, musée des Beaux-Arts.
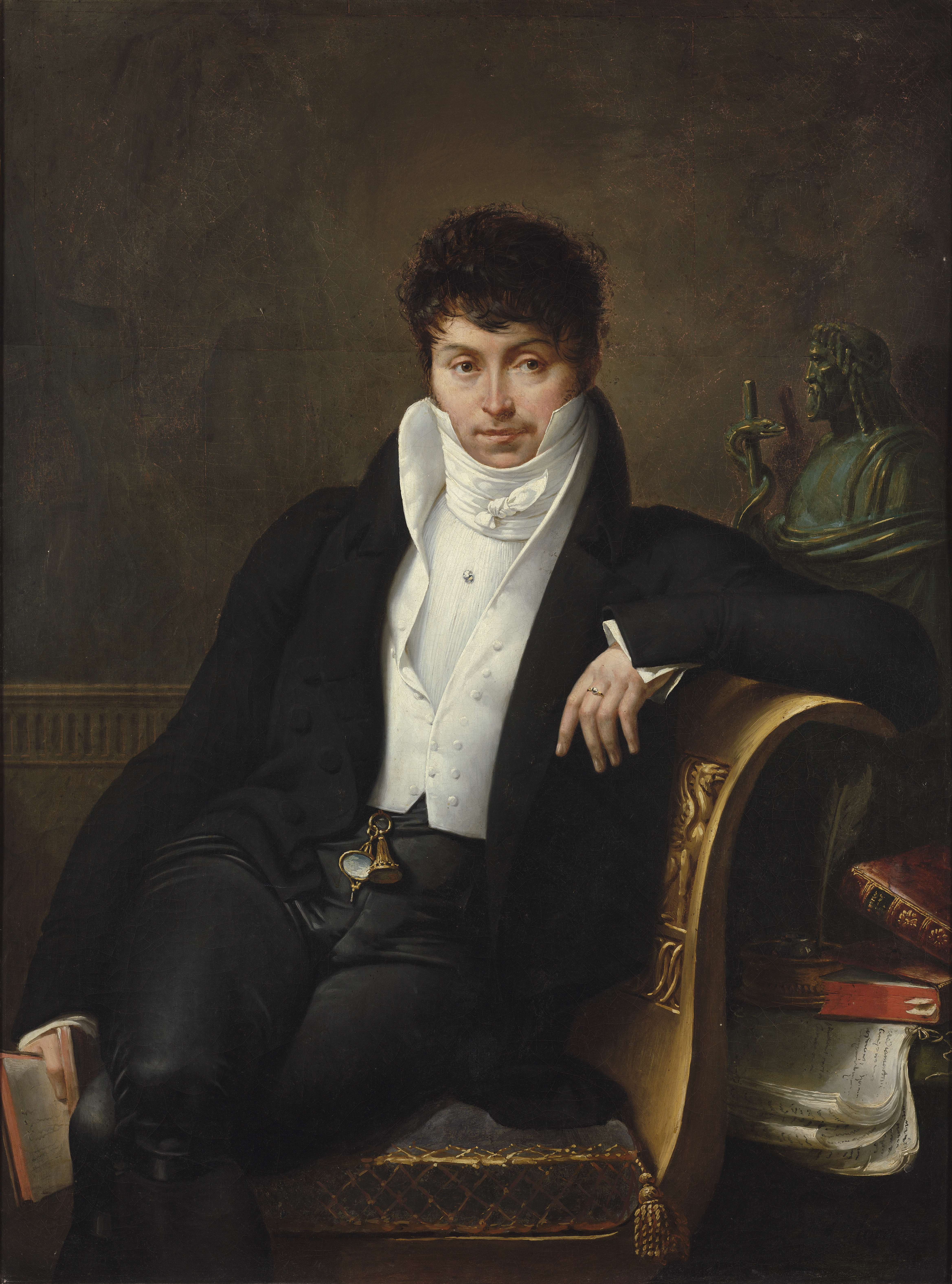
Portrait de Pierre-Jean-George Cabanis (1757-1808), Lucques, villa royale de Marlia.

## La Circassienne au bain

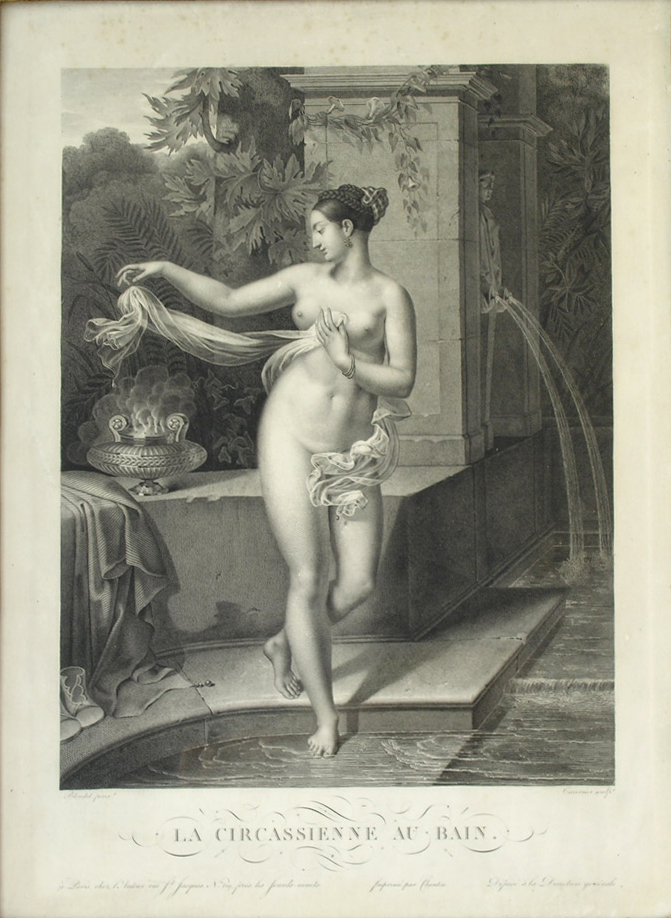
La Circassienne au bain, XIXe siècle, lithographie de Pierre-Joseph Tavernier d'après l'œuvre de Blondel disparue sur le Titanic en 1912.

Blondel débute au Salon de 1814 avec une huile sur toile représentant un nu féminin se baignant dans un cadre idéalisé de l'antiquité classique, cataloguée « peinture no 108, Une Baigneuse ». Des références à la peinture confirmeront plus tard le titre donné par Blondel : La Circassienne au bain.
En janvier 1913, l'homme d'affaires suédois Mauritz Hakån Björnström-Steffansson, survivant du naufrage du Titanic, dépose une plainte contre la White Star Line, demandant réparation à hauteur de 100 000 $ pour le préjudice financier résultant de la perte du tableau La Circassienne au bain, montant qui reflète la cote de Blondel à cette époque et qui en fait, de loin, la perte artistique la plus importante de ce naufrage.